# Stefan Macko
Stefan Macko (ur. 28 sierpnia 1899 w Żabnie, zm. 17 kwietnia 1967 we Wrocławiu) – polski przyrodnik, ekolog i botanik, wykładowca Uniwersytetu Wrocławskiego.

## Życiorys
W 1916 wstąpił ochotniczo do Legionów Polskich. W 1919 zdał eksternistycznie maturę we Lwowie, a pięć lat później podjął studia przyrodnicze na Uniwersytecie Jagiellońskim, które ukończył w 1928 roku. Na tej samej uczelni obronił w 1930 r. pracę doktorską dotyczącą azalii pontyjskiej w Polsce. Od ukończenia studiów do 1932 pracował na UJ jako stypendysta Funduszu Kultury Naukowej, następnie do 1939 był nauczycielem przyrody w Państwowym Liceum i Gimnazjum w Łucku. W latach 1940–1941 był pracownikiem naukowym filii Moskiewskiej Akademii Nauk we Lwowie, a po agresji niemieckiej osiadł na Lubelszczyźnie.
W 1945 zamieszkał we Wrocławiu, w którym został adiunktem w Ogrodzie Botanicznym (1946–19947). W 1947 uzyskał habilitację i został kierownikiem Katedry Ekologii i Geografii Roślin, a w 1948 dyrektorem Ogrodu Botanicznego (do 1963 r.). W latach 1954–1956 był dziekanem Wydziału Nauk Przyrodniczych, a krótko przed śmiercią (we wrześniu 1966 r.) został kuratorem Ogrodu Botanicznego. Profesor Uniwersytetu Wrocławskiego od 1951 roku.
Propagował ideę ochrony przyrody, doprowadził w 1959 r. do utworzenia Karkonoskiego Parku Narodowego. Autor prac badawczych poświęconych roślinności Wołynia i Ziem Odzyskanych, ochronie przyrody, ekologii roślin i palinologii oraz ponad 50 artykułów naukowych i popularnonaukowych. Stworzył bogaty zielnik Wołynia, znajdujący się w Muzeum Wołyńskim w Łucku.
Pochowany na cmentarzu św. Wawrzyńca we Wrocławiu.

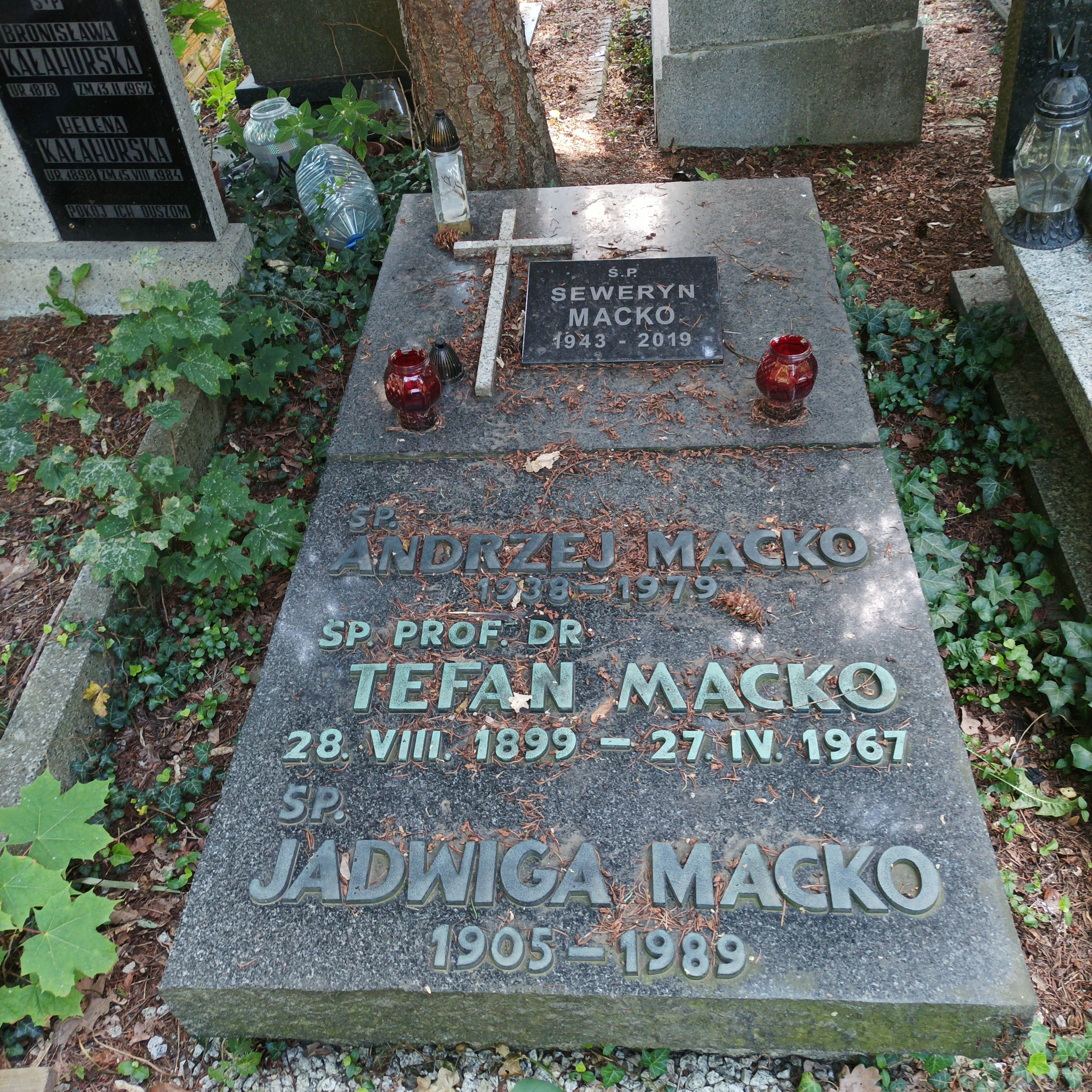
Grób prof. Stefana Macko na cmentarzu św. Wawrzyńca we Wrocławiu